# Where'd You Go
Where'd You Go is een nummer van de Amerikaanse hiphopformatie Fort Minor. Het werd op 10 april 2006 uitgebracht als de tweede wereldwijde single waarmee het de derde single van het debuutalbum The Rising Tied uit 2005 is. Het nummer is een samenwerking met folkzangeres Holly Brook en rockzanger Jonah Matranga.

## Achtergrondinformatie
Het nummer is geschreven en geproduceerd door Shinoda zelf en opgedragen aan zijn vrouw. Op het refrein zijn Holly Brook en Jonah Matranga te horen. Brook stond destijds ook onder contract bij Machine Shop Recordings en Matranga, van de band Far, was een favoriete zanger van Shinoda's vrouw. Het nummer heeft als thema langeafstandsrelaties die ontstaan wanneer een persoon voor verplichtingen als toeren het land uit is. In tegenstelling tot de meeste nummers over lange afstand relaties, is het nummer geschreven uit het perspectief van de achterblijver.
Op de MTV Video Music Awards won het nummer de prijs van beste ringtone, die voor het eerst werd geïntroduceerd. Shinoda kwam de prijs zelf ophalen.

## Live-uitvoeringen
Ter promotie was het nummer live te horen in de Tonight Show van Jay Leno, met naast Shinoda tourdrummer Beatdown en Brook op het podium. Omdat Brook niet altijd aanwezig was, werden er op sommige data andere zangers gebruikt. Tijdens het concert op 24 februari 2006 in Taipei, Taiwan, zong Elva Hsiao, een populaire Chinese zanger, het refrein en tijdens het optreden in Singapore op 1 maart 2006 werd Jessie Thyodor gevraagd.
Op 22 april van dat jaar, trad de band op tijdens de verjaardag van Club Tattoo, een tatoeagezaak waar Chester Bennington, de leadzanger van Linkin Park de mede-eigenaar van is. Brook was niet in staat aanwezig te zijn en daarom liet Shinoda het publiek het refrein zingen, samen met de achtergrondzangers.
De band werd ook gevraagd op te treden tijdens het Summer Sonic Festival in 2006, waar Linkin Park ook optrad. Brook kon wederom niet aanwezig zijn, waardoor Bennington het podium opkwam en het refrein zong.

## Videoclip
De door Philip Andelman (onder andere Waiting on the World to Change van John Mayer en Halo van Beyoncé) geregisseerde videoclip heeft een lengte van ruim vijf minuten en begint met interviews met personen die een geliefde missen: ouders die hun door de Irakoorlog omgekomen zoon missen, een echtgenote van een honkbalspeler, die veel weg is om te spelen en een jongen die zijn ouders mist vanwege diens drukke werkleven. Aan het einde van de clip bedankt Shinoda de geïnterviewden met een bericht: "Thank you for sharing your homes and stories with us — Mike Shinoda, Fort Minor"."

## Commercieel succes
Where'd You Go is het meest succesvolle single van Fort Minor. Het nummer reikte het in de Amerikaanse Billboard Hot 100 tot de vierde positie en behaalde in de Nederlandse Top 40 de tiende plek en een 538 Alarmschijf- en TMF Superclipnotering.

## Tracklist

### Cd-single
1. "Where'd You Go" (Single Version) — 03:54[4]
2. "Where'd You Go" (Big Bad Remix) — 04:09[5]
3. "Where'd You Go" (S.O.B. Remix) — 03:17[6]

### Promo-cd
1. "Where'd You Go" (Album Version)
2. "Where'd You Go" (Radio Version)
3. "Where'd You Go" (Instrumental)
4. "Where'd You Go" (Album A Capella)
5. "Where'd You Go" (Radio A Capella)

## Werknemers
- Mike Shinoda — Vocalen, songwriting, mixer, engineer, producer
- Mark Kiczula — Engineer
- Shawn Carter — Executive producer
- Brian "Big Bass" Gardner — Mastering
- Colton "DJ Cheapshot" Fisher — Producer (op "Where'd You Go" (S.O.B. Remix))
- Jason "Vin Skully" Rabinowitz — Producer (op "Where'd You Go" (S.O.B. Remix))
- Jonah Matranga — Vocalen
- Holly Brook — Vocalen
- Page LA Studio Voices — Koor

Mike Shinoda